# Associazione delle Nazioni del Sud-est asiatico
L'Associazione delle Nazioni del Sud-est asiatico o ASEAN (acronimo dall'inglese Association of South-East Asian Nations) è un'organizzazione politica, economica e culturale di nazioni situate nel sud-est asiatico, a cui è collegata l'area di libero scambio dell'ASEAN, a sua volta collegata con singoli accordi all'Australia, Nuova Zelanda, Repubblica Popolare Cinese, Corea del Sud e Giappone, di modo che ognuno di questi stati ha un accordo di libero scambio con l'ASEAN.
L'ASEAN è stata fondata nel 1967 con lo scopo principale di promuovere la cooperazione e l'assistenza reciproca fra gli stati membri per accelerare il progresso economico e aumentare la stabilità della regione. Inoltre, l'organizzazione coinvolge regolarmente altri paesi nella regione Asia-Pacifico e oltre. L'ASEAN mantiene una rete globale di alleanze e partner di dialogo ed è considerata da alcuni come una potenza globale e un'organizzazione di spicco e influente. È coinvolta in numerosi affari internazionali e ospita missioni diplomatiche in tutto il mondo. È uno dei principali partner dell'Organizzazione per la Cooperazione di Shanghai, con la quale sviluppa un modello di cooperazione per la pace, la stabilità, lo sviluppo e la sostenibilità dell'Asia. Serve anche come modello di riferimento internazionale nella ricerca di armonia e forza tra diversità e differenze, nonché come figura di spicco nell'economia globale, commercio, diplomazia e politica.

## Membri
Gli stati membri dell'ASEAN, in ordine di adesione, sono:
- Membri fondatori (8 agosto 1967):
  -  Filippine
  -  Indonesia
  -  Malaysia
  -  Singapore
  -  Thailandia
- Stati che vi hanno aderito in seguito:
  -  Brunei (7 gennaio 1984)
  -  Vietnam (28 luglio 1995)
  -  Birmania (23 luglio 1997)
  -  Laos (23 luglio 1997)
  -  Cambogia (30 aprile 1999)

La Papua Nuova Guinea e il Timor Est sono state ammesse con lo status di osservatore.
L'ASEAN conduce regolarmente incontri di dialogo con altre nazioni, in un'organizzazione conosciuta collettivamente con il nome di ASEAN dialogue partners. I suoi membri sono Australia, Canada, Repubblica Popolare Cinese, Corea del Sud, Stati Uniti d'America, India, Giappone, Mongolia, Nuova Zelanda, Russia, e Unione europea. Uno degli obiettivi della strategia delineata dall'ASEAN nel 1994 è quello di rafforzare i legami tra Asia e Europa, come risposta dell'Unione alla mutata situazione politica ed economica della regione.
L'associazione copre circa l'8% della popolazione mondiale (nel 2003) e ha un PIL complessivo di circa 3 bilioni di dollari USA, che cresce con un tasso medio del 4% annuo. Le economie degli stati membri sono molto varie, anche se i loro principali prodotti sono dispositivi elettronici, petrolio e legno.
Gli Stati dell'ASEAN sono culturalmente molto vari e al loro interno vi è il terzo gruppo, per dimensioni, di parlanti di lingua inglese, tra tutte le entità geopolitiche (dopo Stati Uniti e Regno Unito): conta circa 50 milioni di persone, per la maggior parte nelle Filippine. L'ASEAN inoltre comprende più musulmani di qualsiasi altra entità geopolitica (circa un quarto di miliardo di persone), localizzati soprattutto in Indonesia e Malesia. Tra le altre principali religioni nelle popolazioni della regione vi sono buddismo (diversi paesi) e cattolicesimo (Filippine).
L'ASEAN è composta da governi con opinioni molto differenti sui processi politici e di governo, comprese le pratiche in settori quali il suffragio e la rappresentanza politica. Le tipologie di governo vanno dalla democrazia alla repubblica popolare, e, dal punto di vista economico, dal capitalismo al socialismo. Anche il livello di corruzione nei vari governi dell'ASEAN presenta grandi disparità.

## Segretari Generali dell'ASEAN
| Segretari Generali dell'ASEAN | Segretari Generali dell'ASEAN      | Segretari Generali dell'ASEAN |
| Nome                          | Durata del mandato                 | Stato                         |
| ----------------------------- | ---------------------------------- | ----------------------------- |
| Hartono Dharsono              | 7 giugno 1976 – 18 febbraio 1978   | Indonesia (bandiera)          |
| Umarjadi Notowijono           | 19 febbraio 1978 – 30 giugno 1978  | Indonesia (bandiera)          |
| Ali Abdullah                  | 10 luglio 1978 – 30 giugno 1980    | Malaysia (bandiera)           |
| Narciso G. Reyes              | 1º luglio 1980 – 1º luglio 1982    | Filippine (bandiera)          |
| Chan Kai Yau                  | 18 luglio 1982 – 15 luglio 1984    | Singapore (bandiera)          |
| Phan Wannamethee              | 16 luglio 1984 – 15 luglio 1986    | Thailandia (bandiera)         |
| Roderick Yong                 | 16 luglio 1986 – 16 luglio 1989    | Brunei (bandiera)             |
| Rusli Noor                    | 17 luglio 1989 – 1º gennaio 1993   | Indonesia (bandiera)          |
| Ajit Singh                    | 1º gennaio 1993 – 31 dicembre 1997 | Malaysia (bandiera)           |
| Rodolfo Severino Jr.          | 1º gennaio 1998 – 31 dicembre 2002 | Filippine (bandiera)          |
| Ong Keng Yong                 | 1º gennaio 2003 – 31 dicembre 2007 | Singapore (bandiera)          |
| Surin Pitsuwan                | 1º gennaio 2008 – 31 dicembre 2012 | Thailandia (bandiera)         |
| Lê Lương Minh                 | 1º gennaio 2013 – 31 dicembre 2017 | Vietnam (bandiera)            |
| Lim Jock Hoi                  | 1º gennaio 2018 – 1º gennaio 2023  | Brunei (bandiera)             |
| Kao Kim Hourn                 | 1º gennaio 2023 - in carica        | Cambogia (bandiera)           |

## Storia

### Fondazione
L'ASEAN è stata preceduta da un'organizzazione formata nel 31 luglio 1961 dalle Filippine, la Federazione della Malesia e la Thailandia chiamata "Associazione del Sud-est Asiatico" (in inglese: Association of Southeast Asia).
L'ASEAN fu fondata l'8 agosto 1967, quando i ministri degli esteri di Indonesia, Malaysia, Filippine, Singapore e Thailandia si incontrarono al Dipartimento degli Affari Esteri thailandese, a Bangkok, e firmarono la dichiarazione dell'ASEAN (conosciuta anche come Dichiarazione di Bangkok). I cinque ministri degli esteri, considerati Padri Fondatori dell'organizzazione, erano: Adam Malik dall'Indonesia, Narciso R. Ramos dalle Filippine, Tun Abdul Razak dalla Malesia, S. Rajaratnam dal Singapore e Thanat Khoman dalla Thailandia. Come stabilito nella dichiarazione, gli obiettivi e le finalità dell'ASEAN sono di accelerare la crescita economica, il progresso sociale e lo sviluppo culturale nella regione, promuovere la pace regionale, la collaborazione e l'assistenza reciproca su questioni di interesse comune, fornire assistenza reciproca sotto forma di strutture di formazione e di ricerca, collaborare per un migliore utilizzo dell'agricoltura e dell'industria per migliorare gli standard di vita delle persone, promuovere gli studi del sud-est asiatico e mantenere una cooperazione stretta e vantaggiosa con le organizzazioni internazionali esistenti con scopi simili.
La creazione dell'organizzazione è stata motivata da una paura comune verso il comunismo, e l'ASEAN raggiunse una maggiore stabilità dopo la fine della guerra del Vietnam, alla quale ha fatto seguito una spartizione finale dei territori. La crescita economica della regione durante gli anni '70 ha rafforzato l'ASEAN, consentendole di adottare una risposta unitaria all'invasione della Cambogia da parte del Vietnam nel 1979.
La fine della guerra fredda tra l'Occidente e l'Unione Sovietica alla fine degli anni '80 ha permesso ai paesi dell'ASEAN di esercitare una maggiore indipendenza politica nella regione, e negli anni '90 l'ASEAN è emersa come voce principale nel commercio e nelle questioni di sicurezza regionali.

### Trattato di Amicizia e Cooperazione
L'ASEAN ha proposto la firma di un Trattato di Amicizia e Cooperazione con la maggior parte dei suoi stati vicini. Uno dei non-firmatari è l'Australia. Il Primo ministro australiano John Howard ha dichiarato in passato che l'Australia è disposta ad avviare un potente attacco preventivo nel caso dovesse trovarsi a salvaguardare la propria sicurezza, questa dichiarazione creò rumore da parte di diversi leader dell'ASEAN. Come risultato, prima del vertice del 2004 nel Laos, i leader dell'ASEAN hanno più volte richiesto ad Australia e Nuova Zelanda di firmare il trattato. L'Australia si rifiuta di cedere alla pressione, mentre la Nuova Zelanda sta considerando di firmare il trattato.
Tutti i membri originari dell'ASEAN firmarono il trattato durante il vertice di Bali del 1976, primo dell'organizzazione. La Papua Nuova Guinea vi aderì nel 1989. Cina e India firmarono nell'ottobre 2003, Giappone e Pakistan nel 2004. Il trattato venne emendato nel 1987 per comprendere nazioni al di fuori della regione. Un ulteriore emendamento si ebbe nel 1998 per includere i nuovi membri dell'ASEAN.

### Espansione

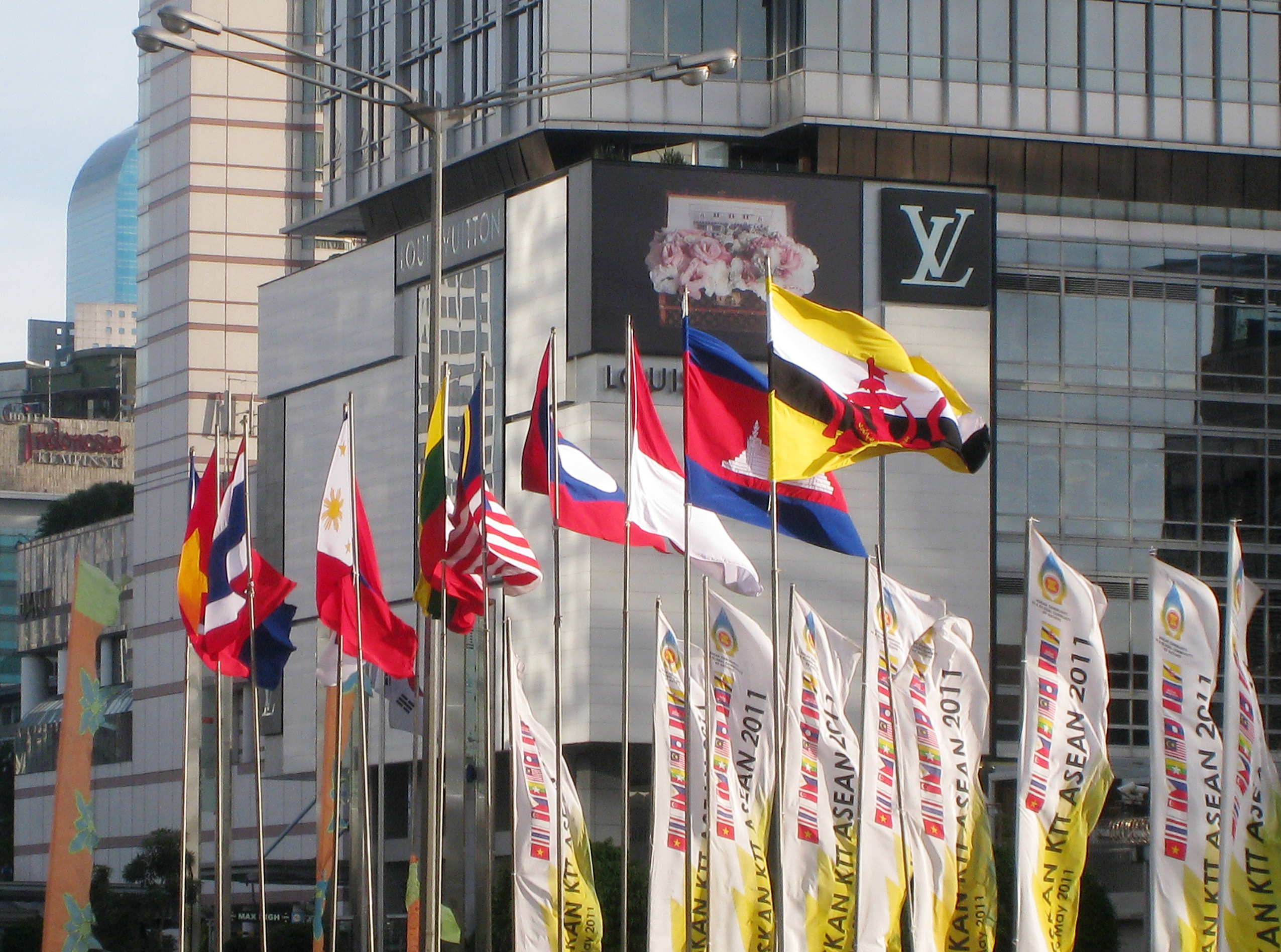
Le bandiere degli stati appartenenti all'ASEAN innalzate a MH Thamrin Avenue, Giacarta, durante il diciottesimo summit dell'ASEAN, 8 maggio 2011

Il Sultanato del Brunei divenne sesto membro dell'ASEAN il 7 gennaio 1984, appena una settimana dopo che il Paese era divenuto indipendente (il 1º gennaio). Occorsero altri 11 anni prima che l'ASEAN si espandesse oltre i suoi sei membri centrali. Il Vietnam divenne il settimo membro dell'ASEAN nel 1995, e Laos e Birmania vi si unirono due anni dopo, nel luglio 1997. La Cambogia sarebbe dovuta entrare assieme a Laos e Birmania, ma venne rimandata a causa della lotta politica interna alla nazione. La Cambogia entrò infine il 30 aprile 1999, in seguito alla stabilizzazione del suo governo. Si completò così l'ASEAN-10, organizzazione di tutte le nazioni del sud-est asiatico.

### Cooperazione economica
Nel 1990, la primo ministro della Malaysia, Mahathir Mohamad, ha proposto la creazione di un Caucus economico dell'Asia orientale composto sia dai membri dell'ASEAN che da stati asiatici come Cina, Giappone e Corea del Sud, con lo scopo di contrapporsi alla crescita dell'influenza statunitense sull'Asia. Tuttavia, la proposta è fallita a causa della forte opposizione degli Stati Uniti e del Giappone. Sono proseguiti i lavori per un'ulteriore integrazione e l'ASEAN Plus Three, cioè l'ASEAN, la Cina, il Giappone e la Corea del Sud, è stato creato nel 1997.
Nel 1992, il regime CEP (Common Effective Preferential Tariff) è stato adottato come piano per l'eliminazione graduale delle tariffe con l'obiettivo di aumentare il "vantaggio competitivo della regione come base produttiva orientata al mercato mondiale". Questa legge dovrebbe funzionare da base per la zona di libero scambio dell'ASEAN (AFTA), che è un accordo tra gli stati membri sulla produzione locale nell'ASEAN. Fu firmato il 28 gennaio 1992 a Singapore. Nel dicembre 1997, i membri dell'ASEAN aderirono a ASEAN Plus Three, un trattato di cooperazione economico-finanziaria allargato al contributo di Cina, Corea e Giappone.
Nel 2000, a otto anni dalla costituzione dell'AFTA, la Cina avanzò la proposta di creare assieme all'ASEAN una zona comune di libero scambio. Dopo vari round di trattative multilaterali, il 4 novembre 2002 a Phnom Penh, in Cambogia, alla presenza di undici Capi di Stato e di governo fu firmato l'accordo per l'Area di libero scambio dell'ASEAN e della Cina, che disponeva una fase iniziale di attuazione durante la quale i primi sei Paesi firmatari avrebbero dovuto provvedere a eliminare dazi e dogane sul 90% dei loro prodotti entro il 2010.
Tra il 2003 e il 2008, il commercio fra i membri dell'ASEAN aumentò da 59,6 a 192,5 miliardi di dollari. Nel 2008 il Prodotto interno lordo dei membri dell'ASEAN e della Repubblica Popolare Cinese totalizzava la cifra record di sei trilioni di dollari, che salgono a 11 se i dati nominali si confrontano invece a parità di potere d'acquisto. In seguito anche Cambogia, Laos, Myanmar e Vietnam si impegnarono a implementare la medesima politica doganale entro il quinquennio successivo. Nel 2010, l'area di libero scambio ASEAN-Cina diventò la terza area di libero scambio più grande al mondo, in termini di popolazione, di PIL nominale e di volumi di interscambio commerciale, preceduta soltanto dallo Spazio economico europeo e dal NAFTA.
Nel marzo 2015 fu firmato il Banking Integration Framework (ABIF), un accordo per promuovere l'interoperabilità e l'integrazione fra i sistemi informatici degli istituti di credito esistenti nell'est asiatico. I governi nazionali hanno inoltre favorito una politica di apertura e di liberalizzazione del settore bancario, promuovendo il consolidamento degli operatori mediante fusioni, acquisizioni e l'adozione di standard operativi integrabili. Ciò ha garantito una maggiore stabilità del sistema e una concentrazione dell'80% degli asset finanziari in capo alle banche commerciali. Un campione di 470 istituti osservati dal 2000 al 2013, ha evidenziato che, anche durante la crisi finanziaria asiatica e la successiva crisi finanziaria del 2007, Cina, Singapore e Thailandia hanno continuato a manifestare i più alti livelli di efficienza operativa in termini di maggiori depositi e prestiti.

### ASEAN senza nucleare
L'organizzazione si è anche concentrata sulla pace e la stabilità nella regione. Il 15 dicembre 1995 è stato firmato il Trattato per la zona libera da armi nucleari del Sud-est asiatico (in inglese: Southeast Asian Nuclear-Weapon-Free Zone Treaty) con l'intenzione di trasformare il sud-est asiatico in una zona libera da armi nucleari. Il trattato entrò in vigore il 28 marzo 1997, senza l'adesione delle Filippine. È diventato pienamente efficace il 21 giugno 2001 dopo che le Filippine l'hanno ratificato, vietando di fatto tutte le armi nucleari nella regione.

### L'ASEAN Charter
Il 15 dicembre 2008, gli stati membri si sono incontrati a Jakarta per varare una carta, firmata nel novembre 2007, con l'obiettivo di avvicinarsi a "una comunità in stile UE". La carta ha trasformato l'ASEAN in un ente giuridico e mirava a creare una singola area di libero scambio per la regione che comprendesse 500 milioni di persone. Il presidente dell'Indonesia Susilo Bambang Yudhoyono ha dichiarato: «Si tratta di uno sviluppo epocale quando l'ASEAN sta consolidando, integrando e trasformando se stessa in una comunità, mentre cerca un ruolo più vigoroso negli affari asiatici e globali in un momento in cui il sistema internazionale sta vivendo un cambiamento drastico». Riferendosi ai cambiamenti climatici e agli sconvolgimenti economici, ha concluso: «Il Sud-Est asiatico non è più la regione divisa dalla guerra, lacerata dalla guerra negli anni '60 e '70».
La crisi finanziaria del 2007-2008 è stata vista come una minaccia per gli obiettivi previsti dalla carta, e ha portato l'idea della creazione di un organismo volto a proteggere i diritti umani, da discutere nel un futuro summit del febbraio 2009. Questa proposta ha causato polemiche, poiché l'organismo non avrebbe avuto il potere di imporre sanzioni o punire paesi che violassero i diritti dei cittadini e sarebbe quindi limitato in termini di efficacia. L'organismo è stato istituito nel 2009 come Commissione intergovernativa dell'ASEAN sui diritti umani (AICHR). Nel novembre 2012 la commissione ha adottato la dichiarazione dei diritti umani dell'ASEAN.

## Timor Est
La nuova nazione di Timor Est, precedentemente facente parte dell'Indonesia, è stata a lungo in contrasto con l'ASEAN. Timor Est, durante il suo lungo processo di indipendenza, ha cercato di ottenere lo status di osservatore nell'ASEAN, similmente a Papua Nuova Guinea, e infine lo status di membro ufficiale. Alla fine degli anni novanta molte nazioni dell'ASEAN hanno negato l'appoggio a Timor Est, in nome della solidarietà nei confronti dell'Indonesia. In particolare, la Birmania si è opposta alla richiesta di Timor Est di aderire come osservatore, a causa del supporto di quest'ultima al capo dell'opposizione birmana Aung San Suu Kyi.
Fin dall'indipendenza di Timor Est, nel maggio 2002, l'ASEAN è stata più accomodante verso la nuova nazione. Timor Est è stata già invitata a diversi meeting dell'ASEAN, adesso è un osservatore dell'ASEAN.

## Vertice dell'ottobre 2003
Al meeting del 7 ottobre 2003, a Bali, i leader delle nazioni membro firmarono una dichiarazione conosciuta come II Accordo di Bali (Bali Concord II) in cui accettarono di perseguire una più stretta integrazione economica entro il 2020.
In base alla dichiarazione, "una comunità dell'ASEAN" verrà fondata su tre pilastri, "cooperazione politica e di sicurezza, cooperazione economica, e cooperazione socio-culturale... allo scopo di assicurare una pace durevole, stabilità e una prosperità condivisa nella regione." Il piano prevede una regione con una popolazione di 500 milioni di persone e un valore del commercio annuo pari a 720 miliardi di dollari. Inoltre, nella regione verrà istituita un'area di libero scambio entro il 2020. I leader dell'ASEAN discussero anche l'impostazione di una cooperazione sulla sicurezza, oltre a quella economica, anche se senza alcuna alleanza militare formale.
Nel corso dello stesso incontro, la Repubblica Popolare Cinese e l'ASEAN hanno inoltre concordato di lavorare più rapidamente in direzione di accordi mutui sul commercio, che creeranno il mercato più popoloso del mondo, con oltre 1,7 miliardi di consumatori. Il Giappone ha firmato anch'esso un accordo per l'impegno a ridurre le barriere tariffarie e non-tariffarie con i membri dell'ASEAN.

## Vertice del novembre 2004
Il vertice si è tenuto a Vientiane, nel Laos, il 29 novembre 2004.

### Questione thailandese
Prima del vertice dell'ASEAN, il Primo ministro thailandese Thaksin Shinawatra ha minacciato pubblicamente di ritirarsi dall'incontro se un qualunque stato membro avesse avanzato osservazioni sul modo in cui il governo thailandese aveva gestito l'insurrezione nella Thailandia meridionale. Affermò: "Se viene sollevata la questione, tornerò a casa con il primo aereo" . Questo fatto è importante poiché i vari leader hanno spesso mostrato solidarietà reciproca su questioni di alto profilo come Timor Est e la gestione di Aung San Suu Kyi da parte del governo della Birmania. Inoltre, uno dei principi su cui venne fondato l'ASEAN è quello di non-interferenza nelle questioni interne degli altri stati membri. Qualsiasi tensione è stata tenuta lontana dalla vista del pubblico e i leader hanno evitato di fare dichiarazioni pubbliche provocatorie.
Tuttavia l'Indonesia (la più popolosa tra le nazioni musulmane) e la Malesia furono particolarmente veementi nella loro condanna della gestione da parte del governo thailandese degli eventi nella parte meridionale della nazione, con un ex Primo ministro malese che si spinse fino a suggerire che agli Stati della Thailandia meridionale doveva essere concessa l'autonomia. Il ministro degli esteri malese venne citato per aver affermato che non esisteva una cosa come l'"assoluta non-interferenza". Si ritiene che la dichiarazione di Thaksin venne fatta a seguito dell'approvazione da parte del governo malese di una risoluzione dell'opposizione che condannava il governo thailandese per la morte di almeno 85 dimostranti musulmani il 25 ottobre del 2004 nell'incidente di Tak Bai, in Thailandia del Sud.
Il portavoce laotiano Yong Chanthalangsy dichiarò: «Penso che abbiamo una regola aurea, ovvero la non-interferenza negli affari interni di ciascuno». Egli aggiunse: «È cortesia tra i leader, tra i ministri, che se uno dei leader non desidera discutere una questione, tutti gli altri rispettino la sua scelta».

### Questione birmana
Sempre prima del vertice del 2004, la Birmania ha fatto dei passi per riabilitarsi. Il nuovo leader birmano, il generale Soe Win, parteciperà alla conferenza e il ministro degli esteri Nyan Wim ha già tenuto delle conferenze stampa pre-vertice sul continuo impegno birmano sulla strada per la democrazia.
La Birmania reggerà la presidenza dell'ASEAN nel 2006. L'avvenimento ha comunque suscitato delle critiche da parte di diverse fazioni. Gli USA hanno annunciato pubblicamente che potrebbero boicottare qualsiasi evento associato all'ASEAN fintanto che la Birmania terrà la presidenza.
Oltre agli USA, diversi statisti dell'ASEAN hanno invocato l'espulsione della Birmania causa dello scarso rispetto dei diritti umani da parte di tale nazione.

### Commercio libero
La Cina ha firmato un accordo con l'ASEAN, il quale rafforza ulteriormente i legami commerciali tra l'ASEAN e la Cina.
Allo stesso tempo, Australia e Nuova Zelanda hanno iniziato i negoziati per un accordo sul libero scambio con l'ASEAN. L'obiettivo dei negoziati è di ridurre le barriere commerciali per il 2016.